# Ligne 2 du tram de Košice
Pour les articles homonymes, voir Ligne 2.
 (novembre 2024).
La mise en forme du texte ne suit pas les recommandations de Wikipédia : il faut le « wikifier ».
Les points d'amélioration suivants sont les cas les plus fréquents. Le détail des points à revoir est peut-être précisé sur la page de discussion.
- Les titres sont pré-formatés par le logiciel. Ils ne sont ni en capitales, ni en gras.
- Le texte ne doit pas être écrit en capitales (les noms de famille non plus), ni en gras, ni en italique, ni en « petit »…
- Le gras n'est utilisé que pour surligner le titre de l'article dans l'introduction, une seule fois.
- L'italique est rarement utilisé : mots en langue étrangère, titres d'œuvres, noms de bateaux, etc.
- Les citations ne sont pas en italique mais en corps de texte normal. Elles sont entourées par des guillemets français : « et ».
- Les listes à puces sont à éviter, des paragraphes rédigés étant largement préférés. Les tableaux sont à réserver à la présentation de données structurées (résultats, etc.).
- Les appels de note de bas de page (petits chiffres en exposant, introduits par l'outil «  Source ») sont à placer entre la fin de phrase et le point final[comme ça].
- Les liens internes (vers d'autres articles de Wikipédia) sont à choisir avec parcimonie. Créez des liens vers des articles approfondissant le sujet. Les termes génériques sans rapport avec le sujet sont à éviter, ainsi que les répétitions de liens vers un même terme.
- Les liens externes sont à placer uniquement dans une section « Liens externes », à la fin de l'article. Ces liens sont à choisir avec parcimonie suivant les règles définies. Si un lien sert de source à l'article, son insertion dans le texte est à faire par les notes de bas de page.
- La présentation des références doit suivre les conventions bibliographiques. Il est recommandé d'utiliser les modèles {{Ouvrage}}, {{Chapitre}}, {{Article}}, {{Lien web}} et/ou {{Bibliographie}}. Le mode d'édition visuel peut mettre en forme automatiquement les références.
- Insérer une infobox (cadre d'informations à droite) n'est pas obligatoire pour parachever la mise en page.

Pour une aide détaillée, merci de consulter Aide:Wikification.
Si vous pensez que ces points ont été résolus, vous pouvez retirer ce bandeau et améliorer la mise en forme d'un autre article.
La ligne 2 du tram Košice relie l'arrêt Havlíčkova (Jusqu'au 2 août 2008:Stade Lokomotiva) à la Gare  Via Nám. Maratónu mieru (nord de Hlavná) - Hlavná pošta - Nám. osloboditeľov (sud de Hlavná).

## Horaire
- Horaire[3] Ligne 2]

## Tableau des correspondances
| Temps |   | Zone tarifaire | Stations                                                 | Quartier desservi    | Correspondances tram | Autres correspondances                                                                                      |
| ----- | - | -------------- | -------------------------------------------------------- | -------------------- | -------------------- | --- |
| 0     | o | T1             | Havlíčkova                                               | Sever (Košice)       | 249R3                | Bus 14,4 Service de Nuit N1                                                                                 |
| 1     | o | T1             | Krajský úrad Administration régionale                    | Sever (Košice)       | 2 49R3               | Bus 12,14,18 Bus Expres 50,55 Service de Nuit N1                                                            |
| 2     | o | T1             | Poliklinika Sever Polyclinique Nord                      | Sever (Košice)       | 249R3                | |
| 4     | o | T1             | Nám. Maratónu mieru Place de la paix du Maarathon        | Staré Mesto (Košice) | 2469R3               | Bus 13,17,19,22,34                                                                                          |
| 7     | o | T1             | Radnica Starého mesta Hotel de ville de la Vieille Ville | Staré Mesto (Košice) | 24679R3              | Bus 17,19,22,34                                                                                             |
| 9     | o | T1             | Hlavná pošta Poste principale                            | Staré Mesto (Košice) | 247                  | Bus 12,17,34 Service de Nuit N1                                                                             |
| 10    | o | T1             | Krajský súd Palais de justice régional                   | Staré Mesto (Košice) | 24567R1R5            | Trolleybus 71,72 Bus 10,11,20,20L,21,23,25,31 Bus Expres 50,52,52L,56 Service de Nuit N1,N2,N3,N71          |
| 12    | o | T1             | Dom umenia Maison des arts                               | Staré Mesto (Košice) | 24567R1R5            | Trolleybus 71,72 Bus 10,11,12,15,16,20,20L,21,23,25,29,31 Bus Expres 50,52,52L,56 Service de Nuit N1,N3,N71 |
| 14    | o | T1             | Nám. osloboditeľov Place des libérateurs                 | Staré Mesto (Košice) | 234567R1R5           | Trolleybus 71,72 Bus 10,11,15,16,20,21,23,24,25,28,29,31,33 Bus Expres 52,56 Service de Nuit N1,N2,N3,N71   |
| 15    | o | T1             | Senný trh Marché au foin                                 | Staré Mesto (Košice) | 2356R1               | Bus 20,24,28 Bus Expres 52,52L                                                                              |
| 17    | o | T1             | Staničné námestie Place de la gare                       | Staré Mesto (Košice) | 2356R1               | Bus 16,17,19,21,23,24,27,28,29,33 Service de Nuit N1,N2,N3                                                  |

o Arrêt obligatoire.
x Arrêt sur demande.